# ポケモンの家あつまる?
『ポケモンの家あつまる?』（ポケモンのうちあつまる）は、テレビ東京系列などで2015年10月4日から2022年3月27日まで放送されていたポケモン情報バラエティ番組。愛称は「ポケんち」。

## 概要
ポケモン好きが集まる家「ポケんち」を舞台に、前番組『ポケモンゲット☆TV』同様様々な「ポケットモンスター」に関する内容を扱うバラエティ番組。同番組からは中川翔子と「あばれる君のポケモン交換の旅」のあばれる君のみ続投で、新たにヒャダイン、大谷凜香が出演する。また、ナレーションは「ポケモンゲット☆TV」を担当していた山本麻里安→田中一成から山上智（2019年より山上トモに改名）に変更されている。
本番組から放送時間が2004年10月3日から2006年9月24日までの『ポケモン☆サンデー』の枠拡大前以来9年ぶりに8:00 - 8:30枠の30分に戻される。また、『ポケモンゲット☆TV』まで続いていたポケットモンスターのアニメの再放送は、当番組では実施していない。
2020年4月5日に家全体が改装され、ナレーションが山上トモに加え、岡本りかの2人で担当する事になった。ポケモンバトル専用ルームも誕生した。視聴者考案の「ポケんちは」が挨拶となっている。ポケモンのファンのことは「ポケだち」と表現した。2020年12月27日の放送を最後に番組初期からのナレーションを務めた山上と、4月5日からナレーションを担当していた岡本が卒業し、2021年1月10日の放送回から新たなナレーションとして岡本和浩に交代した。
2022年3月27日をもって終了。4月3日より、新番組『ポケモンとどこいく!?』が開始された。当番組からは中川翔子とあばれる君のみ続投となったが、2006年10月から30分番組から1時間番組になった『ポケモン☆サンデー』から15年半にわたって顔出し出演をしていた中川翔子は、新番組『ポケモンとどこいく!?』では、番組ナビゲーターのコッカーの声優として出演するため、顔出し出演は当番組が最後となった。また、放送期間は6年半となり、ポケモンのバラエティ番組では6年間放送された『ポケモン☆サンデー』を超えて最も長期間放送された。

## 出演者
出演者は全て公式サイトによる。字幕放送では中川が黄色、ヒャダインが緑、あばれる君が青。
- 中川翔子：ポケんち管理人
- ヒャダイン
- あばれる君
- 大谷凜香

## 主なコーナー

### ポケモンやってみた!
化学実験や身近な材料などを使ってポケモンの事柄を再現している。イチオーカ博士が手掛けていた。

### ポケモンバトル
ゲームでポケモンバトルを行う。レギュラー出演者同士やゲストとのバトルの他、前番組『ポケモンゲット☆TV』同様、視聴者バトルも行われる。番組の後半に行われることが多い。ゲストとのバトルの場合は再戦もある。基本的にルールはポケモンのレベルを50に統一して戦う通信対戦。手持ちは3匹で、グラードンやソルガレオのような伝説のポケモンも使用可能。ゲストとのバトルは初期の対戦相手はポケんちメンバーの4人のみだったが、後にポケんちによく登場するゲストとも対戦できるようになった（サンシャイン池崎、藤田ニコル等）。第231回以降はポケんちのリニューアルによりポケモンバトル専用部屋が作られ、実況と解説が行われている（実況は田口尚平、解説はヒャダイン（ヒャダインがバトルする場合は中川）が担当）。新型コロナウイルス以降は別室による通信対戦が多くなり専用部屋及び実況は事実上廃止なった。その後、後述の『HIGH』開催以降はバトル専用部屋は復活したが、アクリル壁が貼られるようになり実況は別室で行われるようになった。

### ポケモンマスターボール級ベストバトル『HIGH』
ポケモンバトルの上位版。ポケモンのランクバトルが上位最高クラスの『マスターボール級』として選ばれた者（芸能人）にのみ参加が許される。そのためか唯一ハイパーボール級であったあばれる君は当初参加せず司会進行及びバトルマッチングの発表のみ行われ（特にヒャダインからは特別推薦枠を呼んだ）た。その後、あばれる君がマスターボール級になったため急遽通信対戦限定の『HIGH2.5』が行われ管理人しょこたんを倒したため事実上司会進行権利を譲った。その後、一般参加者で頭のいい人が増え始めたため特別編『HIGH ₋THE GENIUS-』が開催された。

### ポケモンバトル強くなりたい！
第7回の放送で、大谷凜香がポケモンバトルでモデルの先輩である藤田ニコルに負け、いつか勝ちたいという思いから始まった企画。ロバート山本が家庭教師として登場し、バトルで勝利するコツを教える（第16回の放送で藤田ニコルへのリベンジ戦に勝利するが、今後はポケモンワールドチャンピオンシップス2016を目標に鍛えることになった）。

### ポケんち劇場
あばれる君と大谷凜香が（あばれる君のみの回もある）、映画前売券を用いたコントを行う。

### ポケモンクイズ（PQ）
栗原類が司会として行われるクイズ（栗原がゲスト出演した時に行われる）。ポケモンに関したクイズが行われ、ポケんちのメンバーが解答する。成績が悪いと罰ゲームとして栗原特製のきのみジュース（奇抜な味がするが、栗原は好物でもある）を飲まされる（連帯責任で全員、全員正解時は栗原が飲むことがある）。

## ポケんち外でのコーナー

### ポケだちあつまる?
アントニーがポケモンが好きな友達「ポケだち」を集めるために全国を旅する。「ポケんち」メンバーはヒャダインが持っているタブレットから観る。
| 回 | 放送日                  | 旅先              | 備考 |
| -- | ----------------------- | ----------------- | ---- |
| 1  | 2015年 10月4日 10月11日 | 東京都 板橋区     |      |
| 2  | 10月18日 10月25日       | 神奈川県 横須賀市 |      |
| 3  | 12月6日                 | 埼玉県 さいたま市 |      |

### ポケものまね
あばれる君が衣装や小道具を使用して様々なポケモンのものまねを行う。「ポケだちあつまる?」同様に「ポケんち」メンバーはヒャダインが持っているタブレットから観る。あばれる君がポケんちにいる回は、ポケんちで行われる。

### ポケモンの声優になりたい！
｢ポケモン・ザ・ムービーXY&Z ボルケニオンと機巧のマギアナ｣に出演したいあばれる君が、先輩かつ『劇場版ポケットモンスター ダイヤモンド&パール ギラティナと氷空の花束 シェイミ』でジバコイル役として出演したゴルゴ松本（TIM）から声優になる為の特訓を教わる企画。第27回にはサトシ役の松本梨香も登場した。しかし、第28回に放送された映画の特別出演の欄にあばれる君の名は無かった（一方でポケんち出演者の中川翔子の名はあった）ので、あばれる君は監督の湯山邦彦に直談判しに行った所、「難しい」と言われたが、宣伝担当の森田と相談した結果「あばれる君がポケモン総選挙720を大きく盛り上げれば考える」と言われた。あばれる君は目標として自身の持つ投票箱に1000票以上投票されるよう、色々な場所に行って票を得た。目標を達成し、第33回で再び湯山監督に直談判しに行った所、なんとか出演することに成功した。その場では役は不明だったが、ポケんち宛に湯山監督から送られた台本からオニゴーリの役であることが判明した。以降はオニゴーリの役作りをする内容となった。なお、あばれる君は後の第66回で『ポケットモンスター サン&ムーン』の監督である冨安大貴に呼び出され、アニメに出演（登場は第19話）することを言われた（因みにあばれる君は呼び出された理由として、ポケギャグの乱用に怒っているのだと思っていた）。この影響か、あばれる君は冨安監督と仲良くなっている事が、冨安監督がポケんちに訪問した時に明らかになっている。
また、この時にサンシャイン池崎が「アニメに出演したい」と言った所、アニメに出演する事が決まった。スリーパー役での出演となり、音響監督の三間雅文から指導を受け、練習の成果もありスムーズに進行した。またサンシャイン池崎は当番組でドデカバシのものまねを多用していたが、その影響で冨安監督はドデカバシのイメージがサンシャイン池崎になってしまい、アニメのドデカバシはサンシャイン池崎がモデルとなった。第168回では声優特訓とアニメ出演を目指して、出演者によるアフレコがポケんちで行われた。
千葉雄大はアニメでイリマ役での出演が決まって以降、イリマの格好で当番組に登場している。
2018年10月より『ポケットモンスター サン&ムーン』が日曜18:00からの放送になるが、その変更後最初の放送回で藤田ニコルがクリン（ピカチュウ）の役で出演する事が本人より発表された。後の第159回でヌイコグマ役としてレギュラー出演することが決まった。
第168回では声優特訓とアニメ出演を目指して、出演者によるアフレコがポケんちで行われた。
第176回ではヒャダインと大谷凜香が放送局のスタッフの役（モデルは本人であり、名前も同じ（ヒャダインは本名のケンイチ））として出演することになり、それを収録する様子が前半に放送された。後半では岡崎体育もスカル団の団員（ラップを行うキャラ）として出演することが明らかとなり、その収録部分も放送された。

### ポケんちオリジナルソングプロジェクト
ポケだちから集められた作詞によってを曲を作るプロジェクト。作詞はポケだちとヒャダインが担当し、それを基にたなかひろかずが作曲する。歌はポケんち出演者全員（ソロパートあり）で歌唱。第54回より番組タイトルや提供の部分等で流されるようになった。

### あばれる君のポケモン交換の旅
前番組『ポケモンゲット☆TV』の終了から約1年ぶりに、ポケんちの住人であるあばれる君がポケットモンスター サン・ムーンを使って全国各地でポケモンを交換するコーナー（あばれる君はサンを所持、因みにあばれる君が自主的にこの企画に参加するのは初）。ポケモン交換だけでアローラ図鑑の完成を目指すコーナーである（因みにあばれる君はポケモン交換の旅用とポケんちでのバトル等用にソフトを使い分けている為、名前が前者はあばれる君だが、後者は本名となっている）。
交換に出すポケモンはアゴジムシのみ（あばれる君は印象に残るようにポケだちに因んだニックネームを付けている）、最初に手に入れたニャビーのみ進化させてOKというルール。アゴジムシ以外のポケモンを捕まえることは許されず、出会った人とのポケモン交換で図鑑を埋め尽くさなければならない（交換によって進化した場合は進化前と進化後の2匹を埋めたことになる）。なお、今回はあばれる君の旅にサポーターポケだちが参加するようになり、行き先もくじ引きで決定（ただし今のところ施行されたのは第1回のみ）するようになった。なお、サポーターポケだちで登場する小池美由はポケんちでは様々なポケモン（ニャース、オドリドリ（ぱちぱちスタイル）等）の格好をするが、初期はポケモンの格好をしていなかった。
第20回でアローラ図鑑が完成したが、訪問していない土地やポケだちが存在することから企画は続行となり、『ポケットモンスター Let's Go! ピカチュウ・ポケットモンスター Let's Go! イーブイ』の交換旅が始まった（完成当初は今後の方針について不明だった）。こちらは目標が図鑑完成ではなく、交換するポケだちの人数となった（人数は555人で、「Go!Go!Go!」に因んでいる）。また、あばれる君が交換するポケモンはイシツブテになっている。交換したポケだち数は555人に達していないが、第32回より『ポケットモンスター ソード・シールド』の交換旅になり、内容もガラル図鑑の完成となり、あばれる君が交換するポケモンはタンドンになっている。
| 回 | 放送日                   | 旅先              | サポートポケだち                                                | 登録したポケモン（太字は色違い、 斜字 はアローラのすがた、赤字はガラルのすがた、→は交換により進化）（第20回までと第32回以降） 交換したポケだちの数（括弧内は総数）（第21回〜第31回） | 備考 |
| -- | ------------------------ | ----------------- | --------------------------------------------------------------- | --- | --- |
| 1  | 2016年 12月18日 12月25日 | 栃木県            | 小池美由                                                        | オニドリル フワライド ハリテヤマ ジャラコ マケンカニ コイル ルガルガン | |
| 2  | 2017年 1月29日 2月5日    | 福岡県            | 小池美由 波田陽区                                               | カプ・テテフ ヨワシ ジガルデ・50%フォルム カミツルギ ワンリキー クレッフィ ヤドン エアームド カビゴン アシレーヌ ミミッキュ ピカチュウ モクロー コラッタ バクガメス ガラガラ ニョロモ コータス メテノ キテルグマ ナッシー ニャース ヤヤコマ マッシブーン デンジュモク ゴーリキー→カイリキー | 波田は2月5日のみ |
| 3  | 3月12日                  | 静岡県            | 栗原類                                                          | ピチュー ニンフィア ムウマージ オドリドリ（めらめらスタイル） トゲデマル、ソルガレオ、ファイアロー ブースター イーブイ サンドパン ダダリン ペルシアン ペリッパー | 今回の行き先決定はくじ引きではなく、ポケだちからの手紙（ハガキ）によるもの（第4・6・9・11回も同様）。 |
| 4  | 4月9日                   | 三重県            | 大谷凜香                                                        | ルナアーラ ニューラ ライチュウ カイロス ホエルオー スナバァ メレシー ゴルバット ヤミカラス | |
| 5  | 5月14日 5月21日          | 八丈島（東京都）  | 加藤諒                                                          | エモンガ ヤブクロン コスモッグ キュワワー カプ・コケコ メグロコ コイキング ツツケラ ポリゴン2 フェローチェ レアコイル ヤドキング カプ・レヒレ カプ・ブルル タイプ：ヌル オシャマリ ゴローン→ゴローニャ ハーデリア デカグース ヒドイデ エンニュート カイリュー ユンゲラー→フーディン デリバード ヤトウモリ ゴース エルフーン サンド ギャラドス | 日本のアローラ地方という銘から訪問し、八丈島のポケだち全員とポケモン交換をする目標を立てた。本来は日帰りだったが、飛行機に間に合わずポケだちの親が経営する民宿に宿泊（翌日、恩返しとして朝御飯を作った）。 |
| 6  | 6月25日                  | 千葉県            | 小池美由                                                        | スリープ メタング リーフィア ミルタンク ピクシー ジジーロン ドデカバシ ブラッキー タマタマ | |
| 7  | 8月20日 8月27日          | 仙台市（宮城県 ） | 大谷凜香                                                        | ネッコアラ バタフリー ネクロズマ ラプラス ラッキー ケララッパ ゴースト→ゲンガー ナマコブシ パッチール グレイシア ピィ アーケン ププリン サンダース ピンプク オニスズメ レディバ ダグトリオ パラス オコリザル | 仙台のポケだちもサポートポケだちとして途中から一部参加（8月20日）。 |
| 8  | 9月17日 9月24日          | 茨城県            | ピカちゅうえい〈ちゅうえい（流れ星）〉                          | ベトベトン カリキリ キャモメ グソクムシャ コソクムシ ジバコイル ルカリオ ヤングース アマージョ チュリネ ポリゴン イシツブテ | |
| 9  | 10月29日                 | 山梨県            | 夢眠ねむ（でんぱ組.inc）                                        | ドヒドイデ アママイコ ヤミラミ パルシェン ダイノーズ アブソル ニョロボン ヒンバス ストライク→ハッサム ポリゴンＺ ジーランス ガオガエン | |
| 10 | 12月17日                 | 大阪府            | 小池ニャース（小池美由）                                        | アーケオス ゴルダック エーフィ ヨーギラス クロバット デンリュウ キャタピー オニゴーリ ズバット ミミロル | この回より、「ポケットモンスター ウルトラサン・ウルトラムーン」の交換旅が始まる。 |
| 11 | 2018年 1月21日 1月28日   | 香川県            | 小池ニャース（小池美由）                                        | バンバドロ メタグロス ズガドーン ガブリアス タツベイ メタモン ベトベター キリキザン バンギラス ガルーラ ニャヒート シロデスナ ゾロア ガチゴラス アーボック ユキワラシ | 本来は日帰りだったが、交換の為に小豆島にいるポケだちの野球試合（人数不足の為、あばれる君も参加）の終了を待った為、日帰り出来なくなりポケだちの家に民泊することとなった。 |
| 12 | 3月4日                   | 羽生市（埼玉県）  | ヒャダイン                                                      | ブーバー ウォーグル プロトーガ ジュナイパー キュウコン クリムガン オンバット ヒトデマン ホエルコ トロピウス カゲボウズ ウツロイド リオル カエンジシ（オスのすがた） オーロット バスラオ（あおすじのすがた） アクジキング ガントル トリトドン（ひがしのうみ） パールル ベロリンガ カラマネロ ハピナス ルージュラ イトマル アリアドス ロコン トサキント ジュペッタ ミミロップ ツンデツンデ ダストダス ゴロンダ トリミアン | 後半は月食ヒャダインの格好で進行。 |
| 13 | 3月18日                  | 網走市（北海道）  | 小池ニャース（小池美由）                                        | アブリボン フワンテ ネマシュ メノクラゲ モンメン マシェード ゾロアーク スリーパー マクノシタ ドククラゲ シシコ ルチャブル ラッタ ラランテス ケケンカニ グランブル メリープ ブロスター シルヴァディ バリヤード | |
| 14 | 4月15日                  | 神奈川県          | 小池ニャース（小池美由）                                        | アブリー トランセル プルリル（オスのすがた） ガーディ ウソハチ アーゴヨン ベベノム ドロバンコ デデンネ ズガイドス マーイーカ カラカラ マンキー ヒノヤコマ カクレオン アバゴーラ ジャラランガ ディグダ フラベベ アーボ レディアン プテラ ヤレユータン ネオラント | この回はポケんち第124回（あばれる君のポケモン交換の旅第12回）の放送日に収録した。 |
| 15 | 6月3日                   | 白河市（福島県）  | 小池ニャース（小池美由）                                        | パウワウ ウインディ ダンゴロ ムーランド コマタナ チゴラス アシマリ ケーシィ バルチャイ アメモース クチート バルジーナ ヨーテリー クワガノン ドラミドロ プリン コスモウム コダック ズルズキン ホーホー ラブカス ヌイコグマ シズクモ ハクリュー ノコッチ マネネ ヘルガー ワルビル | あばれる君の故郷の為、様々な場所であばれる君のエピソードが取り上げられた。 |
| 16 | 6月24日                  | 兵庫県            | 小池ニャース（小池美由）                                        | ゴンベ ミロカロス ジャランゴ ナゲツケザル ヤンチャム ネイティ ドジョッチ オンバーン モココ シャワーズ タテトプス ニョロゾ ヤドラン デンヂムシ | |
| 17 | 7月22日                  | 奈良県            | 大谷凜香                                                        | サニーゴ ドーブル ケイコウオ ノズパス ダンバル ネイティオ ヘイガニ | 旅先が奈良県の由来は『劇場版ポケットモンスター みんなの物語』のテーマである「ひとりじゃできないこともキミとなら（奈良）」に係っている事から。 |
| 18 | 8月26日                  | 秋田県            | 大谷凜香                                                        | ウルガモス ブビィ タマンタ ケンタロス テッカグヤ ミニリュウ ボーマンダ フカマル ポワルン | |
| 19 | 9月23日                  | 愛知県            | 小池ニャース（小池美由） 古畑奈和・谷真理佳（SKE48）            | ヌメルゴン メラルバ ニョロトノ クヌギダマ ウソッキー フラエッテ ハギギシリ エレブー ピッピ ドレディア プクリン フクスロー フライゴン チラーミィ ジュゴン ガバイド ズルッグ サナギラス フォレトス スターミー カブト カラナクシ（にしのうみ） アマカジ リグレー ライボルト アマルス トリデプス フラージェス オムナイト エレキブル カブトプス アノプス | 古畑と谷は途中参加 |
| 20 | 10月21日 10月28日        | 東京都            | 小池ニャース（小池美由） 中川翔子                               | ヘラクロス ムウマ デルビル エイパム ナマズン ブルンゲル（オスのすがた） ゴビット オムスター アーマルド マンタイン バニリッチ ベロベルト アズマオウ ナックラー コジョフー バイバニラ オクタン ブーバーン ドンカラス チョンチー ランターン ユキメノコ オーベム ムチュール サメハダー エレキッド リリーラ アメタマ ネンドール ボクレー パラセクト エテボース ヌメイル ヤジロン キバニア ハンテール ヌメラ サクラビス バニプッチ テッポウオ ラムパルド コジョンド コモルー ビブラーバ シェルダー ママンボウ ウデッポウ ワルビアル ヨルノズク ゴルーグ ラクライ アマルルガ クズモー マニューラ シザリガー ユレイドル ブルー チラチーノ | 中川は10月28日のみ。ポケモン交換数58匹は最高記録。この回でアローラ図鑑が完成した。 |
| 21 | 12月23日                 | 群馬県            | 小池ニャース（小池美由）                                        | 6人 （6人） | この回より、「ポケットモンスター Let's Go! ピカチュウ・ポケットモンスター Let's Go! イーブイ」の交換旅が始まる。収録日が11月24日（発売から9日目）ということと、クリスマスやお年玉で手に入れようとするポケだちが多く、交換したポケだちの数は少なかった（持ってないポケだちとは交換の代わりにきょうりょくゲットをしたポケだちもいる）。 |
| 22 | 2019年 1月27日           | 福岡県            | 松岡はな・村川緋杏・松本日向（HKT48）、小池ニャース（小池美由） | 11人 （17人） | HKT48の3人は一部のみ参加 |
| 23 | 2月24日 3月3日           | 岐阜県            | 小池ニャース（小池美由）、コラッタ都築（都築拓紀（四千頭身））  | 12人 （29人） | |
| 24 | 3月31日                  | 千葉県            | 小池ニャース（小池美由）、夢眠ねむ                              | 5人 （34人） | |
| 25 | 4月21日                  | 埼玉県            | 小池ニャース（小池美由）                                        | 4人 （38人） | |
| 26 | 5月26日 6月2日           | 岡山県            | 小池ニャース（小池美由）                                        | 8人 （46人） | |
| 27 | 6月23日                  | 栃木県            | 小池ニャース（小池美由）                                        | 20人 （66人） | |
| 28 | 7月21日 7月28日          | 岩手県            | 小池ニャース（小池美由）                                        | 15人 （81人） | |
| 29 | 8月18日                  | 神奈川県          | 小池ニャース（小池美由）                                        | 12人 （93人） | |
| 30 | 9月15日 9月22日          | 静岡県            | 小池ニャース（小池美由）                                        | 12人 （105人） | |
| 31 | 10月20日                 | 大阪府            | 小池ニャース（小池美由）                                        | 12人 （117人） | |
| 32 | 12月15日                 | 川越市（埼玉県）  | ヒャダイン                                                      | バルキー ホルビー コイキング ワンパチ ソーナンス バニプッチ ジュラルドン ドテッコツ→ローブシン | この回より『ポケットモンスター ソード・シールド』の交換旅が始まる。 |
| 33 | 2020年 1月19日           | 茨城県            | 大谷凜香                                                        | キリキザン ジュラルドン ツボツボ モノズ ヘイガニ ネギガナイト マッスグマ ロゼリア サダイジャ キャモメ カジリガメ ヌイコグマ ウパー ガーディ ネイティ バタフリー キテルグマ デンヂムシ ニャース バンギラス カビゴン ザマゼンタ | |
| 34 | 2月16日 2月23日          | 愛媛県            | 小池ニャース（小池美由）                                        | モグリュー ライボルト ピチュー サーナイト ギャラドス イオルブ ギモー オンバット オノノクス ベロバー ミミッキュ ヒメンカ ホーホー ラクライ カチコール ダンゴロ ロコン ゴーリキー→カイリキー アーマーガア ハガネール ラプラス | 小池ニャースはガラルのすがたの格好で参加 |
| 35 | 3月22日                  | 千葉県            | 中川翔子                                                        | ディグダ ルチャブル マホイップ | |
| 36 | 5月17日                  |                   |                                                                 | | |

### りんかちゃんが行く！ポケカ交換しようよ！
りんかちゃんが「あばれる君のポケモン交換の旅」にサポートポケだちとして参加したことが楽しかったことと屋外企画をやりたい経緯からポケだちとポケカを交換するという目的で行われた屋外企画。ポケモンセンターで最初に自分が持っているカードを全てポケだちと交換する（原則ポケだち1人につき1枚）。交換に使うのは「ポケモンカードゲームサン＆ムーン強化拡張パックサン＆ムーン」。
| 回 | 放送日         | ポケだちに交換したカード（最初に所持していたカード）→ポケだちから交換でもらったカード                                                     | 備考                                                                       |
| -- | -------------- | --- | -------------------------------------------------------------------------- |
| 1  | 2017年 4月23日 | イーブイ→ポワルン モクロー→ガルーラ オドリドリ→エレザード                                                                                 | 「ふしぎなアメ」と「基本超エネルギー」も所持していたが、交換されなかった。 |
| 2  | 5月21日        | カリキリ＋基本ほのおエネルギー→ミミッキュ コラッタ（アローラのすがた）→ニョロモ クワガノン（GX）→ジュナイパー（GX） ニャヒート→マシェード |                                                                            |
| 3  | 6月25日        | オオスバメ→ドンカラス ヤドン→エレブー ロコン（アローラのすがた）→ルガルガン キュワワー→ヨワシ ピクシー→ナゲツケサル                       |                                                                            |
| 4  | 8月6日         | ヨワシGX→ルガルガンGX ミルホッグ→アマカジ、カリキリ グライガー→イワンコ ヒトモシ→ナマコブシ グライオン→コスモウム                         |                                                                            |

### ポケカイラストを描くぞ！
ポケモンセンター20周年の記念で、ポケカのイラストを担当することになった中川翔子が、ポケカのイラストになるポケモンを決めてイラストを描く企画（ポケモンは感謝という意味からシェイミに決定した）。描いたイラストがカードになり、全国のポケモンセンターかポケモンストアで合言葉を言うことによるプレゼント配布を行うことになった。

## 放送リスト
一般人のポケだちはゲストに記載しない。
| 1  | 10月4日  | ポケモン愛、だいばくはつ!?        | なし |  |
| 2  | 10月11日 | 芸術の秋！ポケモンの秋!           | なし |  |
| 3  | 10月18日 | ハロウィンでポケモントリック!     | なし |  |
| 4  | 10月25日 | ポケモンソムリエにおまかせあれ!   | 佐香智久 |  |
| 5  | 11月1日  | ○○でポケモンクッキング!           | 足立梨花、岩井勇気（ハライチ）                                                                                       |  |
| 6  | 11月8日  | おはスタポケモン部がやってきた!   | MAEDA208、長谷川ヨシテル、伊藤澄花、わたなべるんるん、JP、佐々木ユーキ（ねじ）、柴田啓介（オーバーラップ）、府中文江 |  |
| 7  | 11月15日 | みんなでポケモン音楽を合奏しよう! | 藤田ニコル、増田順一                                                                                                 |  |
| 8  | 11月22日 | 伝説のポケモン大特集!!            | 山本博（ロバート）、渡辺裕太                                                                                         |  |
| 9  | 11月29日 | （タイトル廃止）                  | IMALU、向井慧（パンサー）                                                                                            |  |
| 10 | 12月6日  | （タイトル廃止）                  | バンビーノ、山本博（ロバート）                                                                                       |  |
| 11 | 12月13日 | （タイトル廃止）                  | ロバート |  |
| 12 | 12月20日 | （タイトル廃止）                  | ピスタチオ |  |
| 13 | 12月27日 | （タイトル廃止）                  | 千葉雄大 |  |

| 14 | 1月10日  | 佐藤かよ、春日俊彰（オードリー）                                                                     | ゲスト以外には『ポッ拳』開発担当者の宇都宮崇人が登場。春日はマスクド・トゥースとして登場。 |
| 15 | 1月17日  | 佐香智久、松本梨香                                                                                   | |
| 16 | 1月24日  | 岩井勇気（ハライチ）                                                                                 | |
| 17 | 1月31日  | 藤田ニコル                                                                                           | |
| 18 | 2月7日   | おかずクラブ、トレンディエンジェル                                                                   | |
| 19 | 2月14日  | 飯窪春菜、工藤遥、岡井千聖                                                                           | |
| 20 | 2月21日  | 向井慧（パンサー）、藤田ニコル                                                                       | ポケんちの外でゴルゴ松本（TIM）が登場。 |
| 21 | 2月28日  | 山本博（ロバート）                                                                                   | |
| 22 | 3月6日   | トレンディエンジェル（斎藤司・たかし）、ナダル（コロコロチキチキペッパーズ）、ゴルゴ松本（TIM）      | あばれる君が斎藤司率いるハゲット団に加入した為、ポケんち側に山本博が加入。 |
| 23 | 3月13日  | ピスタチオ、山上兄弟、ゴルゴ松本（TIM）                                                              | |
| 24 | 3月20日  | とにかく明るい安村                                                                                   | |
| 25 | 3月27日  | 山本博（ロバート）、たかし（トレンディエンジェル）、佐香智久、森本茂樹                               | |
| 26 | 4月3日   | 向井慧（パンサー）、三戸なつめ、むらせ、矢野正樹（ガリベンズ）、クマムシ、増田順一、森本茂樹、大森滋 | |
| 27 | 4月10日  | ゴルゴ松本（TIM）、松本梨香、花村想太（Da-iCE）、和田颯（Da-iCE）                                    | 花村想太は当番組にポケモンバトルのハガキを応募していた。 |
| 28 | 4月17日  | 春香クリスティーン                                                                                   | 春香クリスティーンはポケモン総選挙720の選挙管理委員として登場（以降の登場回も同様）、ポケモン総選挙720のナレーションは岡本りかが担当、当回及び第28・30回のスタッフ名の下にはポケモン総選挙720で投票したポケモンの名前が書かれていた。 |
| 29 | 4月24日  | - | 当回は京都での収録のため、ポケんちは登場しなかった。 |
| 30 | 5月1日   | - | |
| 31 | 5月8日   | 藤田ニコル、こんどうようぢ、カイ（超特急）、佐香智久、春香クリスティーン                             | |
| 32 | 5月15日  | 織田信成、本田望結、トレンディエンジェル（斎藤司・たかし）                                           | |
| 33 | 5月22日  | 古川未鈴・夢眠ねむ（でんぱ組.inc）、市岡元気                                                         | |
| 34 | 5月29日  | 栗原類                                                                                               | |
| 35 | 6月5日   | マギー審司                                                                                           | |
| 36 | 6月12日  | ゴルゴ松本（TIM）                                                                                    | |
| 37 | 6月19日  | 武井壮、小島よしお、市岡元気、春香クリスティーン                                                     | |
| 38 | 6月26日  | 山本博（ロバート）、トレンディエンジェル、小池美由                                                   | 小池は小池ニャースといったニャースに似た格好をして出演（他の回も同様）。 |
| 39 | 7月3日   | 渡部秀、沢口拓、高田斗夢                                                                             | ピカ・チャンより、バトルおにいさん、さんちゃん、つっきーとして出演。 |
| 40 | 7月10日  | 市川染五郎、松岡茉優、山寺宏一                                                                       | |
| 41 | 7月17日  | 市岡元気、藤田ニコル、山寺宏一、市川染五郎、松岡茉優                                                 | 市川・松岡はVTR出演 |
| 42 | 7月24日  | 塚本凪沙、清水凜花                                                                                   | |
| 43 | 7月31日  | 寺田真二郎、向井慧（パンサー）                                                                       | |
| 44 | 8月7日   | 藤田ニコル                                                                                           | ゲスト以外にはピカチュウが大量発生（10匹登場）していた。また、渡辺直美がVTR出演した。 |
| 45 | 8月14日  | TIM（ゴルゴ松本・レッド吉田）、クールポコ。、じゅんいちダビッドソン、ピスタチオ                      | |
| 46 | 8月21日  | 栗原類、佐香智久                                                                                     | |
| 47 | 8月28日  | 小池美由、市岡元気                                                                                   | 初の屋外での科学実験。 |
| 48 | 9月4日   | 春日俊彰（オードリー）、小島よしお、寺田真二郎                                                       | |
| 49 | 9月11日  | 流れ星（瀧上 伸一郎・ちゅうえい）、山本博（ロバート）                                                | |
| 50 | 9月18日  | 久保田雅人                                                                                           | |
| 51 | 9月25日  | 春日俊彰（オードリー）、古川未鈴、嗣永桃子・梁川奈々美（カントリー・ガールズ）                       | |
| 52 | 10月2日  | ギャル曽根、山本博（ロバート）、寺田真二郎                                                           | |
| 53 | 10月9日  | 藤田ニコル、小池美由                                                                                 | |
| 54 | 10月16日 | 永野、新子景視                                                                                       | |
| 55 | 10月23日 | 流れ星（瀧上 伸一郎・ちゅうえい）、川村エミコ（たんぽぽ）                                            | |
| 56 | 10月30日 | 藤田ニコル、斉藤 慎二（ジャングルポケット）                                                          | |
| 57 | 11月6日  | 永野、小島よしお、向井慧（パンサー）、市岡元気                                                       | |
| 58 | 11月13日 | 栗原類、山本博（ロバート）、松本梨香                                                                 | |
| 59 | 11月20日 | 岩井勇気（ハライチ）、2700、クールポコ。、バイク川崎バイク                                           | |
| 60 | 11月27日 | 永野、新子景視、嗣永桃子（カントリー・ガールズ）                                                     | |
| 61 | 12月4日  | トレンディエンジェル（斎藤司・たかし）、加藤諒、藤田ニコル                                           | |
| 62 | 12月11日 | 流れ星（瀧上 伸一郎・ちゅうえい）、藤田ニコル、本田望結                                              | |
| 63 | 12月18日 | - | |
| 64 | 12月25日 | まこみな                                                                                             | |

| 65  | 1月8日   | - | 当回は北海道での収録のため、ポケんちは登場しなかった。また大谷凜香は旅行中の為欠席。                                                             |
| 66  | 1月15日  | 岡崎体育、藤田ニコル、向井慧（パンサー） | アニメ制作会社潜入編では、『ポケットモンスター サン&ムーン』の監督である冨安大貴が登場（アニメーションプロデューサーの加藤浩幸も登場している）。 |
| 67  | 1月22日  | 山本博（ロバート）、カイ（超特急） | |
| 68  | 1月29日  | - | |
| 69  | 2月5日   | とまん | |
| 70  | 2月12日  | 春日俊彰（オードリー）、志田愛佳（欅坂46）、柏木ひなた（私立恵比寿中学）                                                                                            | |
| 71  | 2月19日  | 加藤清史郎、平野ノラ、市岡元気 | |
| 72  | 2月26日  | 佐香智久、岩井勇気（ハライチ） | |
| 73  | 3月5日   | 山本博（ロバート）、流れ星（瀧上 伸一郎・ちゅうえい） | |
| 74  | 3月12日  | - | |
| 75  | 3月19日  | 春日俊彰（オードリー）、小池美由、加藤諒、市岡元気 | |
| 76  | 3月26日  | 栗原類、山本博（ロバート） | |
| SP1 | 4月1日   | 松本梨香、山寺宏一、山本博（ロバート）、栗原類、佐香智久、夢眠ねむ・成瀬瑛美（でんぱ組.inc）、春日俊彰（オードリー）、小池美由、加藤清史郎、加藤憲史郎、湯山邦彦 等 | アニメ20周年&映画第20作の記念スペシャルとして16:00〜17:15に放送 屋外ロケのナレーションは牧口真幸が担当。                                         |
| 77  | 4月2日   | ANZEN漫才、バットナイス常田、立花ファイヤ （レインボー）、 クールポコ。                                                                                             | |
| 78  | 4月9日   | - | |
| 79  | 4月16日  | とまん（XOX）、カイ（超特急） | |
| 80  | 4月23日  | 夢眠ねむ・成瀬瑛美・相沢梨紗（でんぱ組.inc） | |
| 81  | 4月30日  | 春日俊彰（オードリー）、永野、才木玲佳 | |
| 82  | 5月7日   | とまん（XOX）、カイ（超特急） 、佐香智久、小林豊（BOYS AND MEN） | |
| 83  | 5月14日  | - | |
| 84  | 5月21日  | - | |
| 85  | 5月28日  | ちゅうえい（流れ星）、嗣永桃子・梁川奈々美（カントリー・ガールズ）、工藤遥（モーニング娘。' 17）、市岡元気                                                          | |
| 86  | 6月4日   | レッド吉田（TIM）、辻希美、寺田心、住田萌乃 | |
| 87  | 6月11日  | 永野、夢眠ねむ・古川未鈴（でんぱ組.inc） | |
| 88  | 6月18日  | 向井慧（パンサー）、春日俊彰（オードリー）、才木玲佳 | |
| 89  | 6月25日  | - | |
| 90  | 7月2日   | 山内あいな・梅村妃奈子・吉田菫・黒坂優香子（SILENT SIREN） | |
| 91  | 7月9日   | 藤田ニコル、本郷奏多、佐藤栞里、古田新太、山寺宏一 | |
| 92  | 7月16日  | 本郷奏多、山寺宏一、春日俊彰（オードリー） | |
| 93  | 7月23日  | 藤田ニコル、ちゅうえい（流れ星） | |
| 94  | 7月30日  | サンシャイン池崎、山寺宏一、小林豊（BOYS AND MEN） | |
| 95  | 8月6日   | 向井慧（パンサー）、おかずクラブ | ゲスト以外にはピカチュウが大量発生していた。 |
| 96  | 8月13日  | 松本梨香、AMEMIYA、どぶろっく、林明日香 | |
| 97  | 8月20日  | - | |
| 98  | 8月27日  | - | |
| 99  | 9月3日   | 小林豊・辻本達規（BOYS AND MEN）、春日俊彰（オードリー） | |
| 100 | 9月10日  | 谷真理佳・古畑奈和（SKE48）、ロバート | |
| 101 | 9月17日  | - | |
| 102 | 9月24日  | - | |
| 103 | 10月1日  | サンシャイン池崎、藤田ニコル | この回よりサンシャイン池崎が居候（準レギュラー化）。                                                                                             |
| 104 | 10月8日  | 岡田結実 | |
| 105 | 10月15日 | サンシャイン池崎、冨安大貴、栗原類 | この回でサンシャイン池崎は1000シャイン池崎に改名（当番組のみ）。                                                                                 |
| 106 | 10月22日 | サンシャイン池崎、栗原類、夢眠ねむ（でんぱ組.inc） | |
| 107 | 10月29日 | - | |
| 108 | 11月5日  | サンシャイン池崎、足立梨花、小池美由 | この回でサンシャイン池崎のポケんち居候終了。 |
| 109 | 11月12日 | 本田望結、本田紗来、カミナリ、岡田紗佳 | |
| 110 | 11月19日 | 栗原類、小林豊（BOYS AND MEN） | |
| 111 | 11月26日 | 足立梨花、岡井千聖、香川愛生 | |
| 112 | 12月3日  | サンシャイン池崎、安藤なつ（メイプル超合金） | |
| 113 | 12月10日 | 本田望結、岡井千聖、ちゅうえい（流れ星） | |
| 114 | 12月17日 | - | |
| 115 | 12月24日 | にゃんこスター、ちゅうえい（流れ星）、いかちゃん、ゲラゲラ星人、東京ホテイソン、今川宇宙、栗原類                                                                    | この回より、ポケだんち（ポケモンが大好きな人たちが住む団地）が発足した。                                                                         |

| 116 | 1月7日   | - | これまでの回の総集編 |
| 117 | 1月14日  | サンシャイン池崎、藤田ニコル | |
| 118 | 1月21日  | - | |
| 119 | 1月28日  | - | |
| 120 | 2月4日   | 春日俊彰（オードリー）、辻本達規（BOYS AND MEN）、栗原類 | |
| 121 | 2月11日  | 山本博（ロバート）、岡崎体育 | |
| 122 | 2月18日  | 山本博（ロバート）、千葉雄大 | |
| 123 | 2月25日  | 向井慧（パンサー）、四千頭身、今川宇宙 、アキラ100%、ЯeaL | |
| 124 | 3月4日   | 千葉雄大 | |
| 125 | 3月11日  | サンシャイン池崎、カイ（超特急） | |
| 126 | 3月18日  | - | ポケんちにはイーブイが登場した。 |
| 127 | 3月25日  | 井上咲楽、ちゅうえい（流れ星） | |
| 128 | 4月1日   | ちゅうえい（流れ星）、岡井千聖 | |
| 129 | 4月8日   | KiLa、春日俊彰（オードリー）、辻本達規（BOYS AND MEN） | |
| 130 | 4月15日  | - | |
| 131 | 4月22日  | ベック、サンシャイン池崎 | |
| 132 | 4月29日  | - | 当回は屋外での収録のため、ポケんちは登場しなかった。 |
| 133 | 5月6日   | 小林豊（BOYS AND MEN）、井上咲楽、今川宇宙 | |
| 134 | 5月13日  | 山本博（ロバート）、ちゅうえい（流れ星）、谷真理佳・古畑奈和（SKE48）                                                                                          | |
| 135 | 5月20日  | サンシャイン池崎、岡田紗佳 | |
| 136 | 5月27日  | - | |
| 137 | 6月3日   | RENA、サンシャイン池崎 | |
| 138 | 6月10日  | 岡崎体育、サンシャイン池崎 | |
| 139 | 6月17日  | 藤田ニコル、栗原類 | |
| 140 | 6月24日  | - | |
| 141 | 7月1日   | ひょっこりはん、向井慧（パンサー）、かぎしっぽ（さち・れおてぃ）、道重さゆみ                                                                                   | |
| 142 | 7月8日   | 芦田愛菜、川栄李奈、野沢雅子 | |
| SP2 | 7月12日  | 藤田ニコル、夢眠ねむ（でんぱ組.inc）、栗原類、四千頭身 | ポケモン3時間スペシャルとして17:55〜20:49（ポケんちパートは17:55〜18:45）に放送。ポケんちには他にもピカチュウ、ルカリオ、キザみみピチュー、ビクティニ、ゲノセクト、フーパ、ゼラオラが登場。 |
| 143 | 7月15日  | 藤田ニコル、サンシャイン池崎、濱田岳、大倉孝二、山寺宏一 | 濱田、大倉、山寺は映画の宣伝によるVTR登場 |
| 144 | 7月22日  | - | |
| 145 | 7月29日  | 山寺宏一、春日俊彰（オードリー） | |
| 146 | 8月5日   | 四千頭身、霜降り明星、向井慧（パンサー）、ギャビン | |
| 147 | 8月12日  | 春日俊彰（オードリー）、サンシャイン池崎 | |
| 148 | 8月19日  | 山本博（ロバート） | |
| 149 | 8月26日  | - | |
| 150 | 9月2日   | 柿崎芽実（けやき坂46）、サンシャイン池崎 | |
| 151 | 9月9日   | ちゅうえい（流れ星）、春日俊彰（オードリー）、藤田ニコル、増田順一                                                                                             | 藤田ニコルはVTR出演 |
| 152 | 9月16日  | 向井慧（パンサー）、ヤバイTシャツ屋さん | |
| 153 | 9月23日  | - | |
| 154 | 9月30日  | 藤田ニコル | |
| 155 | 10月7日  | 春日俊彰（オードリー）、辻本達規（BOYS AND MEN）、カイ（超特急）                                                                                               | |
| 156 | 10月14日 | 向井慧（パンサー）、都築拓紀（四千頭身）、ギャビン、来栖りん（26時のマスカレイド）、小澤愛実・長月翠・松本ももな（シュークリームロケッツ）、パオパオチャンネル | |
| 157 | 10月21日 | - | |
| 158 | 10月28日 | - | |
| 159 | 11月4日  | 藤田ニコル、岡崎体育 | |
| 160 | 11月11日 | 栗原類、小池美由、サンシャイン池崎 | |
| 161 | 11月18日 | 足立梨花、池田レイラ（完熟フレッシュ）、小林豊（BOYS AND MEN）、四千頭身                                                                                       | |
| 162 | 11月25日 | 向井葉月（乃木坂46）、岡田紗佳 | |
| 163 | 12月2日  | 星波・未来（THE HOOPERS）、来栖りん（26時のマスカレイド）、K-SUKE、向井慧（パンサー）                                                                          | |
| 164 | 12月9日  | 春日俊彰（オードリー）、今川宇宙、根本凪・夢眠ねむ（でんぱ組.inc）                                                                                             | |
| 165 | 12月16日 | サンシャイン池崎、鈴木福、鈴木夢、鈴木楽 | |
| 166 | 12月23日 | - | |

| 167 | 1月6日   | - | これまでの回の総集編                                                                          |  |
| 168 | 1月13日  | サンシャイン池崎、富安大貴、向井葉月（乃木坂46）、藤田ニコル                                          |                                                                                               |  |
| 169 | 1月20日  | 松岡はな・松本日向（HKT48）、藤田ニコル                                                               |                                                                                               |  |
| 170 | 1月27日  | - |                                                                                               |  |
| 171 | 2月3日   | - |                                                                                               |  |
| 172 | 2月10日  | トレンディエンジェル、Mr.シャチホコ、村田倫子、小澤愛実・長月翠・松本ももな（シュークリームロケッツ） |                                                                                               |  |
| 173 | 2月17日  | サンシャイン池崎、岡崎体育、藤田ニコル、後藤拓実（四千頭身）                                          |                                                                                               |  |
| 174 | 2月24日  | - |                                                                                               |  |
| 175 | 3月3日   | - |                                                                                               |  |
| 176 | 3月10日  | 岡崎体育、藤田ニコル                                                                                  |                                                                                               |  |
| 177 | 3月17日  | サンシャイン池崎 、石田千穂・福田朱里（STU48）                                                        |                                                                                               |  |
| 178 | 3月24日  | ちゅうえい（流れ星）、松丸亮吾、山本博（ロバート）、岡田紗佳                                          |                                                                                               |  |
| 179 | 3月31日  | - |                                                                                               |  |
| 180 | 4月7日   | カイ（超特急）、 今村美月・門脇実優菜（STU48）                                                        |                                                                                               |  |
| 181 | 4月14日  | Mr.シャチホコ、向井慧（パンサー）                                                                     |                                                                                               |  |
| 182 | 4月21日  | - |                                                                                               |  |
| 183 | 4月28日  | サンシャイン池崎、向井葉月（乃木坂46）、飯豊まりえ、竹内涼真                                          |                                                                                               |  |
| 184 | 5月5日   | クラウンマイン                                                                                        |                                                                                               |  |
| 185 | 5月12日  | サンシャイン池崎、新條由芽、小林星蘭                                                                  |                                                                                               |  |
| 186 | 5月19日  | 春日俊彰（オードリー） 、辻本達規（BOYS AND MEN）                                                     |                                                                                               |  |
| 187 | 5月26日  | - |                                                                                               |  |
| 188 | 6月2日   | - |                                                                                               |  |
| 189 | 6月9日   | 霜降り明星、吉田凛音                                                                                  |                                                                                               |  |
| 190 | 6月16日  | サンシャイン池崎、今川宇宙、カイ・ユースケ（超特急）、市岡元気                                        |                                                                                               |  |
| 191 | 6月23日  | - |                                                                                               |  |
| 192 | 6月30日  | サンシャイン池崎、栗原類                                                                              |                                                                                               |  |
| 193 | 7月7日   | 市村正親、小林幸子、山寺宏一                                                                          |                                                                                               |  |
| 194 | 7月14日  | ポケモンキッズ2019、藤田ニコル、松丸亮吾、小林幸子                                                    |                                                                                               |  |
| 195 | 7月21日  | - |                                                                                               |  |
| 196 | 7月28日  | - |                                                                                               |  |
| 197 | 8月4日   | 藤田ニコル、小田柚葉・鶴屋美咲（Girls2）                                                              | VTRでは湯山邦彦と榊原幹典（ミュウツーの逆襲 EVOLUTIONの監督）が登場                           |  |
| 198 | 8月11日  | サンシャイン池崎、岡崎体育、来栖りん（26時のマスカレイド）                                            |                                                                                               |  |
| 199 | 8月18日  | - |                                                                                               |  |
| 200 | 8月25日  | 夢屋まさる、岡田紗佳                                                                                  |                                                                                               |  |
| 201 | 9月1日   | 岡田紗佳、宮下草薙、岡崎体育                                                                          |                                                                                               |  |
| 202 | 9月8日   | 岩井勇気（ハライチ）、ギャビン、藤田ニコル                                                            |                                                                                               |  |
| 203 | 9月15日  | - |                                                                                               |  |
| 204 | 9月22日  | - |                                                                                               |  |
| 205 | 9月29日  | 春日俊彰（オードリー）、今村美月・門脇実優奈（STU48）、長月翠（シュークリームロケッツ）               |                                                                                               |  |
| 206 | 10月6日  | 高野洸、松丸亮吾                                                                                      |                                                                                               |  |
| 207 | 10月13日 | - |                                                                                               |  |
| 208 | 10月20日 | - |                                                                                               |  |
| 209 | 10月27日 | サンシャイン池崎、市岡元気、五十嵐美樹、大谷満理奈（STU48）、桃月なしこ                               |                                                                                               |  |
| 210 | 11月3日  | 草薙航基（宮下草薙）                                                                                  |                                                                                               |  |
| 211 | 11月10日 | 草薙航基（宮下草薙）、安藤なつ（メイプル超合金）、根本凪（でんぱ組.inc）                              |                                                                                               |  |
| 212 | 11月17日 | サンシャイン池崎、辻本達規（BOYS AND MEN）、宮下草薙、市岡元気                                        | ポケモンスペシャルDAYと題して、番組後半はスカイツリーからの生放送が行われた（次回予告なし）。 |  |
| 213 | 11月24日 | 草薙航基（宮下草薙）、来栖りん（26時のマスカレイド）、松丸亮吾                                        |                                                                                               |  |
| 214 | 12月1日  | 小池美由、都築拓紀（四千頭身）、ビッグスモールン                                                      |                                                                                               |  |
| 215 | 12月8日  | サンシャイン池崎、後藤拓実（四千頭身）、鈴木楽                                                        |                                                                                               |  |
| 216 | 12月15日 | - |                                                                                               |  |
| 217 | 12月22日 | サンシャイン池崎、四千頭身                                                                            |                                                                                               |  |
| 218 | 12月29日 | - | これまでの回の総集編                                                                          |  |

| 219 | 1月12日  | カイ（超特急）、藤田ニコル、五十嵐美樹                                                                                        | |
| 220 | 1月19日  | - | |
| 221 | 1月26日  | Mr.シャチホコ、畠山健介、小林豊（BOYS AND MEN）                                                                               | |
| 222 | 2月2日   | Mr.シャチホコ、フワちゃん、小林豊（BOYS AND MEN）                                                                             | |
| 223 | 2月9日   | 花澤香菜、春日俊彰（オードリー）、来栖りん                                                                                    | |
| 224 | 2月16日  | - | |
| 225 | 2月23日  | - | |
| 226 | 3月1日   | ガーリィレコードチャンネル、サンシャイン池崎、カイ（超特急）                                                                  | |
| 227 | 3月8日   | サンシャイン池崎、松丸亮吾、ポケモンキッズ2019                                                                                | |
| 228 | 3月15日  | 名倉潤（ネプチューン）、都築拓紀（四千頭身）、金村美玖（日向坂46）                                                            | |
| 229 | 3月22日  | - | |
| 230 | 3月29日  | 高野洸、高井佳佑（ガーリィレコードチャンネル）                                                                                | |
| 231 | 4月5日   | 本田望結、朝倉海、春日俊彰（オードリー）、山本博（ロバート）                                                                  | この回より、ポケんちのセットとロゴが引っ越しによりリニューアルされた。また春日がポケんちに泊まり始めた（春日が当番組で変装せずに登場するのは初）。                                                                            |
| 232 | 4月12日  | サンシャイン池崎、藤田ニコル                                                                                                  | |
| 233 | 4月19日  | 春日俊彰（オードリー）、王林（りんご娘）、冨安大貴、山下大輝                                                                  | |
| 234 | 4月26日  | 川尻蓮・大平祥生・白岩瑠姫（JO1）                                                                                             | |
| 235 | 5月3日   | かまいたち、松丸亮吾 | |
| 236 | 5月10日  | 松丸亮吾、高井佳佑（ガーリィレコードチャンネル）、カイ（超特急）、平田雄也                                                    | |
| 237 | 5月17日  | - | |
| 238 | 5月24日  | 都築拓紀（四千頭身）、金村美玖（日向坂46）、サンシャイン池崎、藤田ニコル                                                      | |
| 239 | 5月31日  | 小池美由、都築拓紀（四千頭身）、草薙航基（宮下草薙）、根本凪（でんぱ組.inc）、Mr.シャチホコ、小林豊（BOYS AND MEN）、畠山健介 | |
| 240 | 6月7日   | - | この回から11月22日まで、レギュラー出演者全員、ゲストが周囲にポケモングッズがたくさん置かれた部屋からリモートで出演。（6月28日はスタジオ収録。）                                                                               |
| 241 | 6月14日  | サンシャイン池崎 | |
| 242 | 6月21日  | 平田雄也、高井佳佑（ガーリィレコードチャンネル）                                                                              | |
| 243 | 6月28日  | 春日俊彰（オードリー）、富田鈴花（日向坂46）                                                                                  | |
| 244 | 7月5日   | サンシャイン池崎、小池美由 | |
| 245 | 7月12日  | 岡田紗佳 | |
| 246 | 7月19日  | はじめしゃちょー、岡崎体育、松丸亮吾、霜降り明星                                                                              | |
| 247 | 7月26日  | カイ（超特急）、白岩瑠姫（JO1）                                                                                               | |
| 248 | 8月2日   | 川尻蓮（JO1）、大平祥生（JO1）、高井佳佑（ガーリィレコードチャンネル）                                                        | |
| 249 | 8月9日   | 高井佳佑（ガーリィレコードチャンネル）、After the Rain（そらる×まふまふ）                                                     | |
| 250 | 8月16日  | Mr.シャチホコ | |
| 251 | 8月23日  | 川尻蓮（JO1）、大平祥生（JO1）、高井佳佑（ガーリィレコードチャンネル）                                                        | |
| 252 | 8月30日  | 小池美由 | |
| 253 | 9月6日   | サンシャイン池崎、カイ（超特急）、平田雄也、香川愛生                                                                          | |
| 254 | 9月13日  | 春日俊彰（オードリー）、横川尚隆、岡崎体育、トータス松本（ウルフルズ）                                                        | 松本は、映画の宣伝によるVTR登場 |
| 255 | 9月20日  | サンシャイン池崎 | |
| 256 | 9月27日  | 川尻蓮（JO1）、なえなの、岡崎体育、皇希                                                                                       | 皇希は、VTR出演。 |
| 257 | 10月4日  | なえなの、サンシャイン池崎 | 『ポケットモンスター』が今週の9日から金曜18:55 - 19:25に移動することを記念して金ピカ衣装に身を包んだピカチュウがスタジオに登場した。                                                                                          |
| 258 | 10月11日 | 岡崎体育、藤田ニコル | |
| 259 | 10月18日 | - | |
| 260 | 10月25日 | 3時のヒロイン | |
| 261 | 11月1日  | 砂川信哉、山口恵梨子 | |
| 262 | 11月8日  | 山口恵梨子、高井佳佑（ガーリィレコードチャンネル）、松丸亮吾                                                                  | 前回の「HIGH - THE GENIUS -」の続き。 |
| 263 | 11月15日 | 福地桃子、ハナコ | |
| 264 | 11月22日 | 小林豊（BOYS AND MEN）、春日俊彰（オードリー）、岡崎体育                                                                      | |
| 265 | 11月29日 | 千鳥 | この回の後半からソーシャルディスタンスを確保しながらスタジオでの収録が再開された。また、千鳥は、VTR出演。 |
| 266 | 12月6日  | 西川くんとキリショー（西川貴教、鬼龍院翔（ゴールデンボンバー））                                                              | |
| 267 | 12月13日 | カイ（超特急）、高野洸、山本博（ロバート）                                                                                    | |
| 268 | 12月20日 | 上白石萌歌、中村勘九郎、山寺宏一、岡崎体育、フワちゃん                                                                        | 上白石、中村、山寺は映画の宣伝によるVTR出演。また、あばれる君が発案した「ポケんちオリジナルミュージックビデオ」に松丸亮吾、サンシャイン池崎、小池美由、辻本達規(BOYS AND MEN)、小林豊(BOYS AND MEN)、山本博(ロバート)が登場。 |
| 269 | 12月27日 | - | これまでの回の総集編 |

| 270 | 1月10日  | フワちゃん | フワちゃんは、この回から1月31日まで4週に渡ってポケんちに泊まった。               |
| 271 | 1月17日  | フワちゃん、上白石萌歌、砂川信哉                                                                                           |                                                                                  |
| 272 | 1月24日  | 森田ひかる（櫻坂46）、平田雄也、山下大輝                                                                                   |                                                                                  |
| 273 | 1月31日  | 松丸亮吾、はじめしゃちょー                                                                                                 | はじめしゃちょーは、この回から2月28日の5週に渡ってポケんちに泊まった。           |
| 274 | 2月7日   | はじめしゃちょー、高井佳佑（ガーリィレコードチャンネル）                                                                   |                                                                                  |
| 275 | 2月14日  | はじめしゃちょー、松丸亮吾                                                                                                 |                                                                                  |
| 276 | 2月21日  | はじめしゃちょー、からあげ姉妹（生田絵梨花、松村沙友理（※2人とも乃木坂46のメンバー））、ゆりやんレトリィバァ、ティモンディ |                                                                                  |
| 277 | 2月28日  | はじめしゃちょー、砂川信哉、ニシムラー博士                                                                                 | 謎や疑問を調査する「めざせ！究極のポケモン博士 レッツゴー！しらべる君」の第2弾。 |
| 278 | 3月7日   | ティモンディ、ロイ | この日よりティモンディと中川翔子の「すごいとっくん」を模したスポーツ企画開始。   |
| 279 | 3月14日  | 松丸亮吾、砂川信哉、ティモンディ                                                                                           | 「HIGH THE GENIUS2」が開幕。2週に渡って放送される。                              |
| 280 | 3月21日  | 松丸亮吾、砂川信哉、ティモンディ                                                                                           |                                                                                  |
| 281 | 3月28日  | ティモンディ | 謎や疑問を調査する「めざせ！究極のポケモン博士 レッツゴー！しらべる君」の第3弾。 |
| 282 | 4月4日   | 朝倉海、ティモンディ |                                                                                  |
| 283 | 4月11日  | 春日俊彰（オードリー）、池田レイラ、川尻蓮（JO1）、河野純喜（JO1）、豆原一成（JO1）                                        | 25周年を迎えたポケモン食玩「ポケモンキッズ」でゲーム。                           |
| 284 | 4月18日  | 松丸亮吾、砂川信哉、川尻蓮（JO1）、河野純喜（JO1）、豆原一成（JO1）                                                        |                                                                                  |
| 285 | 4月25日  | 高井佳佑（ガーリィレコード）                                                                                               | ポケモンバトル大会「High」初の防衛戦、しらべる君のテーマソング企画本格始動。     |
| 286 | 5月2日   | 川尻蓮（JO1）、河野純喜（JO1）、豆原一成（JO1）                                                                            | 発売されたNintendo Switch用ゲームソフト「New ポケモンスナップ」の体験。          |
| 287 | 5月9日   | | 最強ポケだちVSポケんち住人熱血バトル！！                                         |
| 288 | 5月16日  | 砂川信哉 | 特別企画『ミュウを「レッツしらべる！」』Part1                                    |
| 289 | 5月23日  | 砂川信哉、瀬戸利樹 | 特別企画『ミュウを「レッツしらべる！」』Part2                                    |
| 290 | 5月30日  | 松丸亮吾、井上咲楽 | イーブイ特集！                                                                   |
| 291 | 6月6日   | - |                                                                                  |
| 292 | 6月13日  | 花澤香菜、ロイ |                                                                                  |
| 293 | 6月20日  | 砂川信哉 |                                                                                  |
| 294 | 6月27日  | 砂川信哉、カイ（超特急）                                                                                                   |                                                                                  |
| 295 | 7月4日   | 松丸亮吾 |                                                                                  |
| 296 | 7月11日  | 高井佳佑（ガーリィレコード）、山﨑天（櫻坂46）                                                                             |                                                                                  |
| 297 | 7月18日  | 春日俊彰（オードリー）、森田ひかる（櫻坂46）                                                                               |                                                                                  |
| 298 | 7月25日  | 松丸亮吾、やはしゆり、渡辺航平 (QuizKnock)                                                                                 |                                                                                  |
| 299 | 8月1日   | 細田佳央太、サンシャイン池崎                                                                                               |                                                                                  |
| 300 | 8月8日   | 中野周平（蛙亭）、イワクラ（蛙亭）、齊藤なぎさ (=LOVE)、岡部（ハナコ）                                                     |                                                                                  |
| 301 | 8月15日  | 齊藤なぎさ (=LOVE)、マジシャンGO、都留拓也（ラパルフェ）                                                                   |                                                                                  |
| 302 | 8月22日  | - |                                                                                  |
| 303 | 8月29日  | 松丸亮吾、カイ（超特急）、ゆい (963)                                                                                       |                                                                                  |
| 304 | 9月5日   | 坂口涼太郎 |                                                                                  |
| 305 | 9月12日  | - |                                                                                  |
| 306 | 9月19日  | 都留拓也（ラパルフェ） |                                                                                  |
| 307 | 9月26日  | |                                                                                  |
| 308 | 10月3日  | |                                                                                  |
| 309 | 10月10日 | |                                                                                  |
| 310 | 10月17日 | |                                                                                  |
| 311 | 10月24日 | |                                                                                  |
| 312 | 10月31日 | |                                                                                  |
| 313 | 11月7日  | |                                                                                  |
| 314 | 11月14日 | |                                                                                  |
| 315 | 11月21日 | |                                                                                  |
| 316 | 11月28日 | |                                                                                  |
| 317 | 12月5日  | |                                                                                  |
| 318 | 12月12日 | |                                                                                  |
| 319 | 12月19日 | |                                                                                  |
| 320 | 12月26日 | |                                                                                  |

| 321            | 1月9日  |  |  |
| 322            | 1月16日 |  |  |
| 323            | 1月23日 |  |  |
| 324            | 1月30日 |  |  |
| 325            | 2月6日  |  |  |
| 326            | 2月13日 |  |  |
| 327            | 2月20日 |  |  |
| 328            | 2月27日 |  |  |
| 329            | 3月6日  |  |  |
| 330            | 3月13日 |  |  |
| 331            | 3月20日 |  |  |
| 332 （最終回） | 3月27日 |  |  |

## スタッフ
- 原案：田尻智
- スーパーバイザー：石原恒和
- アドバイザー：吉川兆二
- ナレーター：岡本和浩（2021年1月10日 - ）
- 構成：平出尚人、長谷川優、松本建一、徳野有美（徳野→途中から）
- TP：犬飼和弥（一時離脱→復帰）
- TD：石田和良（一時離脱→復帰）
- 撮影（CAM）：山田大介、平本慎、加藤誠一、川越貴太（週替り）
- VE：宮前早智、杉山博紀（杉山→一時離脱→復帰）、岩橋伸禎（週替り）
- 音声（MIX）：日置小月
- 照明（LD）：井町成宏、庄司鉄平、新井香澄、宮尾淳一、長治憲明（長治→一時離脱→復帰）（週替り）
- 美術プロデューサー：小美野淳一
- デザイン：岩井愛、中村綾香（中村→一時離脱→復帰）
- 美術制作：水落沙羅
- 編集：加納敏行、皆吉秀実、中西雅照、太田結理奈、高橋昌宏、清水稜矢、狩野彩貴、小宮山望実、田畑枝里子（週替り）
- MA：小木曽祥平
- 音効：鈴木信行（NEO）
- CG：森三平
- リサーチ：STELLO
- 技術協力：テクノマックス、コスモ・スペース、イカロス
- ロケ技術：TPプレーン（以前は技術協力）、株式会社 turn up、ニュー・アーク、BeZERO、COSMO SPACE、SWISH JAPAN、レゾック、エムズプロ、獅子王、株式会社カミング、だだだ、株式会社港家（不定期）
- 機材協力：東京オフラインセンター
- 美術協力：TACT（2021年4月4日～ 旧アックス）
- アニメーション協力：オー・エル・エム（以前は制作協力）
- 放送進行：松本彩歩（テレビ東京、2021年4月4日 - ）
- 番組宣伝：大江繭子（テレビ東京）
- アシスタントディレクター：須々田朋美、服部竜士、高本理央、平田詩織、小島鉄平
- ディレクター：山浦太郎、九重良輔、近藤僚祐、小松隼人、上田昌也
- 演出：岡部時子（以前はディレクター）
- 制作プロデューサー：武石政人（2019年5月 - ）、竹内詩織（竹内→以前はアシスタントディレクター→制作アシスタント）
- 制作協力：IVSテレビ制作
- アシスタントプロデューサー：福田浩平（テレビ東京、2019年11月 - ）、松原大輔、郷浩樹
- プロデューサー：關口彩香（テレビ東京、2019年4月21日 - ）、桜井美樹（2020年10月 - ）、山﨑夏美（2021年10月3日 - 、以前はアシスタントプロデューサー）
- 製作：テレビ東京、The Pokémon Company、ShoPro

### 過去のスタッフ
- ナレーター：岡本りか、山上トモ（2018年までは山上智）
- TP：間瀬竜也
- 撮影（CAM）：高村和隆、前地星人、宇徳薫子、末永尚享
- 音声（MIX）：本松健一
- 照明（LD）：翁美希子
- デザイン：金子靖明
- 美術制作：胡桃麻衣子、宮本旭、鈴木康裕（鈴木→一時離脱→復帰）
- TK：小国幸恵、稲葉由里佳、本田悦子、池田美香、清水雅子
- CG：山口大樹（キャニットG）
- 編集：小清水梨紗
- MA：安藤隆司
- 技術協力：タイムリー、ポジティヴワン
- 放送進行：吉田拓也（テレビ東京、2017年6月4日 - 2020年3月、2019年10月頃までアシスタントプロデューサー）
- 番組進行：長野公美（テレビ東京、2020年5月 - ）
- 番組宣伝：魚田英孝、山室泰造、徳弘憲治（共にテレビ東京、山室→一時離脱→復帰）
- 制作アシスタント：田中美帆、佐熊礼子、白木昌平（白木→2018年2月4日 - 2020年6月）
- アシスタントディレクター：大平真一、髙木彬光、新良太郎、望月麻衣、勝又郁斗、久石悠子、高根澤舞、田中裕之、山橋愛佳、大澤寛大、近藤康行、西性大輝、森浩輔、高橋諒、松本弥奈美、眞鍋秀平、今泉太偉稀、小寺梓、吉川優花、勝又滉将、西野幹、原眞美、安藤詩織、髙﨑莉奈、友野涼雅、岡原拓也
- ディレクター：西田健一郎、千田理恵、増田友加里、有働可奈子、長﨑麻衣、中川亮、濱本亮、坂本鼓太郎（坂本→以前はアシスタントプロデューサー→一時離脱）、中江麻依華、辻橋賢弥（辻橋→以前はアシスタントディレクター）、安部聖之、松本ゆみ、京田莉沙、荻野美樹、馴田裕香（馴田→以前はアシスタントディレクター→一時離脱）、中島諒二、京塚充広（京塚→以前はアシスタントディレクター→一時離脱→ディレクター→アシスタントディレクター）、三瓶翔士、山橋愛佳
- 演出：樋渡昇一郎、矢川東哉（矢川→以前はディレクター）、水沼保和（2020年5月 - 2021年9月）
- 制作プロデューサー：小森亮、澤井慎幸、藤田由美（藤田→2017年3月5日 - 2021年9月）
- アシスタントプロデューサー：舟腰優子、長尾大樹、工藤康平、山内未來、小山達也（山内・小山→テレビ東京、小山→2020年5月 - ）
- プロデューサー：松山進、細谷伸之（テレビ東京）、神保香織、石川善海（石川→以前はアシスタントプロデューサー）、持田慶子（持田→2016年5月29日 - 11月頃もP担当、一時離脱→復帰）、山本愼仁、古谷翔（古谷→以前はアシスタントプロデューサー→アソシエイトプロデューサー）、田口秀一（田口→2020年4月19日 - 2021年9月）

## ネット局
| 放送対象地域   | 放送局             | 放送期間                      | 放送日時           | 系列           | ネット状況 | 備考              |
| -------------- | ------------------ | ----------------------------- | ------------------ | -------------- | ---------- | ----------------- |
| 関東広域圏     | テレビ東京         | 2015年10月4日 - 2022年3月27日 | 日曜 8:00 - 8:30   | テレビ東京系列 | 製作局     | 製作局            |
| 北海道         | テレビ北海道       | 2015年10月4日 - 2022年3月27日 | 日曜 8:00 - 8:30   | テレビ東京系列 | 同時ネット |                   |
| 愛知県         | テレビ愛知         | 2015年10月4日 - 2022年3月27日 | 日曜 8:00 - 8:30   | テレビ東京系列 | 同時ネット |                   |
| 大阪府         | テレビ大阪         | 2015年10月4日 - 2022年3月27日 | 日曜 8:00 - 8:30   | テレビ東京系列 | 同時ネット |                   |
| 岡山県・香川県 | テレビせとうち     | 2015年10月4日 - 2022年3月27日 | 日曜 8:00 - 8:30   | テレビ東京系列 | 同時ネット |                   |
| 福岡県         | TVQ九州放送        | 2015年10月4日 - 2022年3月27日 | 日曜 8:00 - 8:30   | テレビ東京系列 | 同時ネット |                   |
| 奈良県         | 奈良テレビ         | 2015年10月8日 - 2022年3月31日 | 木曜 7:30 - 7:59   | 独立局         | 遅れネット |                   |
| 岩手県         | 岩手めんこいテレビ | 2015年10月9日 - 2022年4月1日  | 金曜 15:50 - 16:20 | フジテレビ系列 | 遅れネット |                   |
| 沖縄県         | 琉球朝日放送       | 2015年10月10日 - 2022年4月2日 | 土曜 7:00 - 7:30   | テレビ朝日系列 | 遅れネット | [ 注 3 ]          |
| 宮城県         | 東日本放送         | 2015年10月10日 - 2022年4月2日 | 土曜 6:30 - 7:00   | テレビ朝日系列 | 遅れネット | [ 注 4 ] [ 注 3 ] |
| 新潟県         | テレビ新潟         | 2015年10月11日 - 2022年4月3日 | 日曜 5:15 - 5:45   | 日本テレビ系列 | 遅れネット | [ 注 5 ] [ 注 6 ] |
| 広島県         | 広島テレビ         | 2015年10月11日 - 2022年4月3日 | 日曜 5:45 - 6:15   | 日本テレビ系列 | 遅れネット | [ 注 5 ]          |
| 愛媛県         | 南海放送           | 2015年10月11日 - 2022年4月3日 | 日曜 5:45 - 6:15   | 日本テレビ系列 | 遅れネット | [ 注 5 ]          |
| 静岡県         | 静岡朝日テレビ     | 2015年10月11日 - 2022年4月3日 | 日曜 5:20 - 5:50   | テレビ朝日系列 | 遅れネット | [ 注 7 ] [ 注 3 ] |
| 青森県         | 青森朝日放送       | 2015年10月11日 - 2022年4月3日 | 日曜 5:50 - 6:20   | テレビ朝日系列 | 遅れネット | [ 注 8 ] [ 注 3 ] |
| 熊本県         | テレビくまもと     | 2015年10月11日 - 2022年4月3日 | 日曜 6:30 - 7:00   | フジテレビ系列 | 遅れネット | [ 注 9 ]          |
| 福島県         | 福島テレビ         | 2015年10月11日 - 2022年4月3日 | 日曜 6:30 - 7:00   | フジテレビ系列 | 遅れネット | [ 注 10 ]         |
| 秋田県         | 秋田テレビ         | 2015年10月12日 - 2022年4月3日 | 日曜 9:00 - 9:30   | フジテレビ系列 | 遅れネット | [ 注 11 ]         |

### 過去のネット局
※いずれの局も遅れネット。
| 放送対象地域 | 放送局     | 放送期間                       | 放送日時           | 系列   |
| ------------ | ---------- | ------------------------------ | ------------------ | ------ |
| 岐阜県       | 岐阜放送   | 2015年10月7日 - 2021年3月10日  | 水曜 19:30 - 20:00 | 独立局 |
| 滋賀県       | びわ湖放送 | 2015年10月11日 - 2019年3月31日 | 日曜 9:00 - 9:30   | 独立局 |